# کولبری (حمل و نقل)

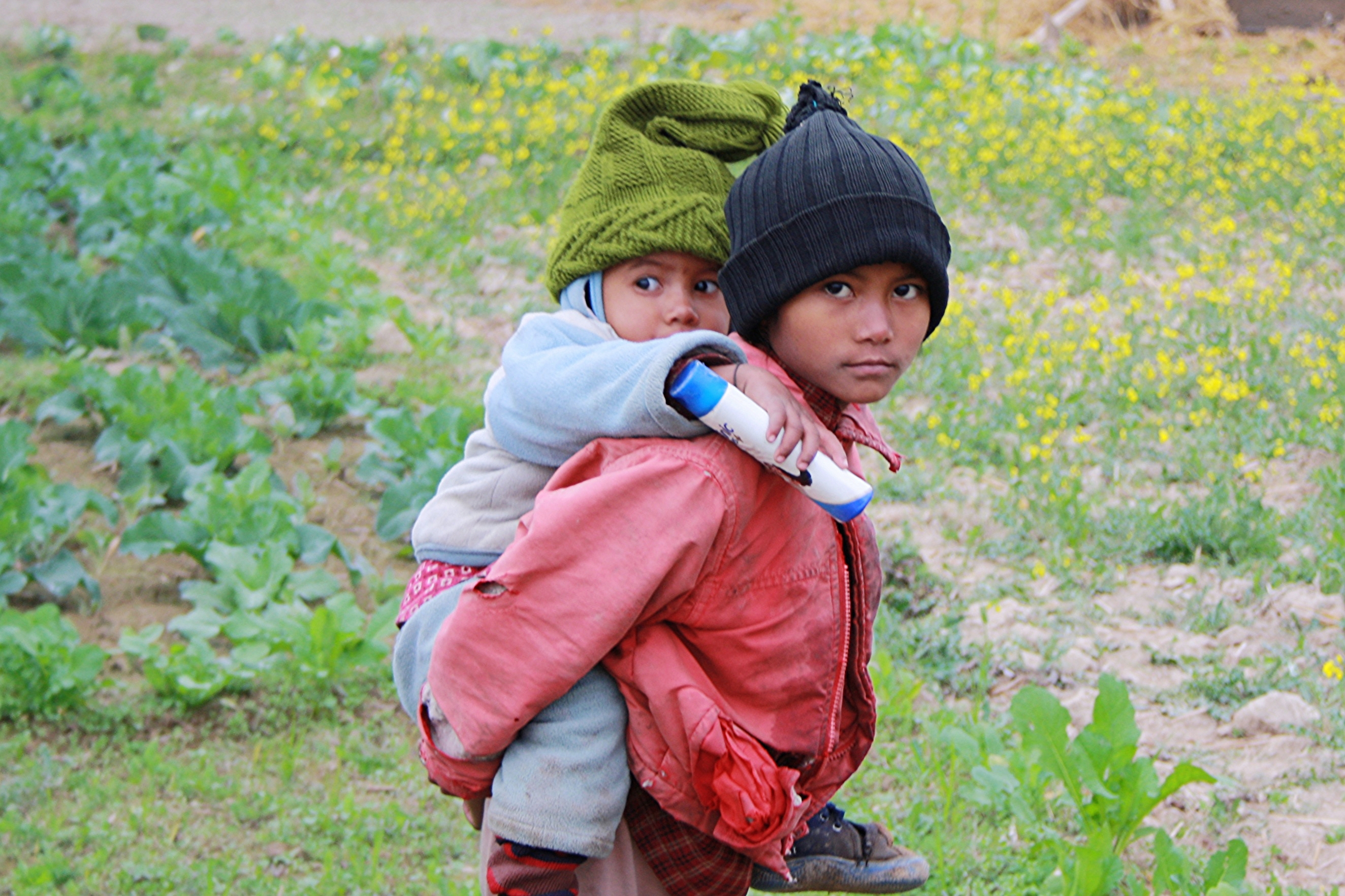
یک کودک نپالی یک کودک دیگر را کول کرده است

کول‌بری که با نام پیله‌وری نیز شناخته می‌شود به حمل بار بر پشت یا شانه انسان یا بر پشت یک وسیله نقلیه گفته می‌شود. به حمل یک انسان دیگر بر پشت یا شانه نیز کول کردن می‌گویند. 

## واژه‌شناسی
کول کردن . [ کو ک َ دَ ] (مص مرکب) در تداول عامه، حمل کردن بار یا شخصی را بر روی شانه یا پشت. (فرهنگ فارسی معین). بر پشت برداشتن کسی یا چیزی را. (یادداشت به خط علی‌اکبر دهخدا). کول گرفتن. کسی را بر پشت خود گرفتن و راه بردن. (فرهنگ لغات عامیانهٔ جمالزاده).
این پیشه در زبان فارسی با نام پیله‌وری نیز شناخته می‌شود. واژهٔ پیله به معنای توبره یا کیسه است و برخی نیز آن را فروشنده «خرد و ریزه» ترجمه کرده‌اند.